# Zelkova
Zelkova (lat. Zelkova), rod listopadnog grmlja i drveća iz porodice brjestovki (Ulmaceae), rasprostranjen po Mediteranu, između Crnog mora i Kaspijskog jezera i po jugoistočnoj Aziji. Postoji sedam priznatih vrsta, među kojima su poznatije kavkaska, japanska i kineska zelkova

## Vrste
1. Zelkova abelicea
2. Zelkova carpinifolia kavkaska zelkova
3. Zelkova hyrcana
4. Zelkova schneideriana
5. Zelkova serrata  japanska zelkova
6. Zelkova sicula
7. Zelkova sinica  kineska zelkova